# Карандиру (тюрьма)
Тюрьма Каранди́ру, официально: Дом заключения Сан-Па́улу (порт. Casa de Detenção de São Paulo) — ныне несуществующая тюрьма, располагавшаяся в Сан-Паулу, Бразилия.

## История
Тюрьма была спроектирована и построена Самюэлом даш Невешем в 1920 году, и на тот момент считалась образцовой тюрьмой, соответствующей новым требованиям уголовного кодекса 1890 года. Начала действовать в полную силу с 1956 года и была открыта до 2002 года, на пике своего развития являясь крупнейшим пенитенциарным учреждением в Южной Америке, в котором содержалось более 8000 заключённых.
В 1992 году в тюрьме произошло массовое убийство заключённых, известное как Бойня в тюрьме Карандиру.
Драузиу Варелла, известный бразильский врач, добровольно и бесплатно работал врачом в Карандиру с 1989 по 2001 год, в частности, для борьбы с эпидемией СПИДа. Он написал книгу Estação Carandiru (англ. Carandiru Station), в которой описал свой собственный опыт и ужасные условия содержания заключённых. Позже по книге был снят фильм «Карандиру» (режиссёр Эктор Бабенко). И книга, и фильм были высоко оценены критиками и публикой.
Тюрьма была снесена 8 декабря 2002 года. Один блок был оставлен нетронутым для использования в качестве музея, он открыт для публики и доступен через станцию метро Carandiru (Estação Carandiru). На месте бывшей тюрьмы теперь разбит Парк молодёжи.

## Отсылки в культуре
- Тюрьма Карандиру является прототипом Федеральной тюрьмы Сона, в которой находился вымышленный телевизионный персонаж Майкл Скофилд в третьем сезоне американского телесериала «Побег»[7].
- Жорже Аражао упоминает Карандиру в своей песне O Iraque é Aqui.
- Бразильская метал-группа Sepultura написала песню Manifest о Бойне в Карандиру. Трек вошёл в альбом 1993 года Chaos A.D.
- Бразильская хип-хоп-группа Racionais Mc’s в песне Diário De Um Detento ссылается на Карандиру.